# Distrito de Sélestat-Erstein
El distrito de Sélestat-Erstein (en francés, arrondissement de Sélestat-Erstein) es una división administrativa francesa situada en la circunscripción administrativa de Bajo Rin (en francés, Bas-Rhin), en el territorio de la Colectividad Europea de Alsacia, región de Gran Este.
Está subdividido en 101 comunas.

## División territorial

### Cantones antes de 2015
Hasta el año 2015 los cantones del distrito de Sélestat-Erstein eran:
1. Cantón de Barr
2. Cantón de Benfeld
3. Cantón de Erstein
4. Cantón de Marckolsheim
5. Cantón de Obernai
6. Cantón de Sélestat
7. Cantón de Villé

Luego de la reforma de 2015, los cantones dejaron de ser divisiones administrativas y pasaron a ser solamente circunscripciones electorales.

### Comunas después de 2015
| 1. Albé (67003)           | 2. Andlau (67010)          | 3. Artolsheim (67011)          | 4. Baldenheim (67019)         |
| 5. Barr (67021)           | 6. Bassemberg (67022)      | 7. Benfeld (67028)             | 8. Bernardswiller (67031)     |
| 9. Bernardvillé (67032)   | 10. Bindernheim (67040)    | 11. Blienschwiller (67051)     | 12. Bœsenbiesen (67053)       |
| 13. Bolsenheim (67054)    | 14. Boofzheim (67055)      | 15. Bootzheim (67056)          | 16. Bourgheim (67060)         |
| 17. Breitenau (67062)     | 18. Breitenbach (67063)    | 19. Châtenois (67073)          | 20. Dambach-la-Ville (67084)  |
| 21. Daubensand (67086)    | 22. Diebolsheim (67090)    | 23. Dieffenbach-au-Val (67092) | 24. Dieffenthal (67094)       |
| 25. Ebersheim (67115)     | 26. Ebersmunster (67116)   | 27. Eichhoffen (67120)         | 28. Elsenheim (67121)         |
| 29. Epfig (67125)         | 30. Erstein (67130)        | 31. Fouchy (67143)             | 32. Friesenheim (67146)       |
| 33. Gerstheim (67154)     | 34. Gertwiller (67155)     | 35. Goxwiller (67164)          | 36. Heidolsheim (67187)       |
| 37. Heiligenstein (67189) | 38. Herbsheim (67192)      | 39. Hessenheim (67195)         | 40. Hilsenheim (67196)        |
| 41. Hindisheim (67197)    | 42. Hipsheim (67200)       | 43. Le Hohwald (67210)         | 44. Huttenheim (67216)        |
| 45. Ichtratzheim (67217)  | 46. Innenheim (67223)      | 47. Itterswiller (67227)       | 48. Kertzfeld (67233)         |
| 49. Kintzheim (67239)     | 50. Kogenheim (67246)      | 51. Krautergersheim (67248)    | 52. Lalaye (67255)            |
| 53. Limersheim (67266)    | 54. Mackenheim (67277)     | 55. Maisonsgoutte (67280)      | 56. Marckolsheim (67281)      |
| 57. Matzenheim (67285)    | 58. Meistratzheim (67286)  | 59. Mittelbergheim (67295)     | 60. Mussig (67310)            |
| 61. Muttersholtz (67311)  | 62. Neubois (67317)        | 63. Neuve-Église (67320)       | 64. Niedernai (67329)         |
| 65. Nordhouse (67336)     | 66. Nothalten (67337)      | 67. Obenheim (67338)           | 68. Obernai (67348)           |
| 69. Ohnenheim (67360)     | 70. Orschwiller (67362)    | 71. Osthouse (67364)           | 72. Reichsfeld (67387)        |
| 73. Rhinau (67397)        | 74. Richtolsheim (67398)   | 75. Rossfeld (67412)           | 76. Saasenheim (67422)        |
| 77. Saint-Martin (67426)  | 78. Saint-Maurice (67427)  | 79. Saint-Pierre (67429)       | 80. Saint-Pierre-Bois (67430) |
| 81. Sand (67433)          | 82. Schaeffersheim (67438) | 83. Scherwiller (67445)        | 84. Schœnau (67453)           |
| 85. Schwobsheim (67461)   | 86. Sermersheim (67464)    | 87. Steige (67477)             | 88. Stotzheim (67481)         |
| 89. Sundhouse (67486)     | 90. Sélestat (67462)       | 91. Thanvillé (67490)          | 92. Triembach-au-Val (67493)  |
| 93. Urbeis (67499)        | 94. Uttenheim (67501)      | 95. Valff (67504)              | 96. La Vancelle (67505)       |
| 97. Villé (67507)         | 98. Westhouse (67526)      | 99. Witternheim (67545)        | 100. Wittisheim (67547)       |
| 101. Zellwiller (67557)   |                            |                                |                               |